# Zat Knight
Zatyiah Knight nació el 2 de mayo de 1980 en Solihull, West Midlands, Inglaterra y es un exfutbolista profesional que jugaba como defensa central, su último equipo fue Reading Football Club de la Football League Championship. Internacional absoluto por Inglaterra, es de ascendencia jamaiquino, Zat Knight fichó por los villanos en agosto de 2007 tras pasar toda su carrera profesional en el Fulham FC londinense.

## Carrera

### Fulham
En 1999 ficha por el Fulham Football Club. El primer gol de Knight con el Fulham llegaría en el 2004 en un partido de FA Cup ante el Watford Football Club.

### Aston Villa
El 29 de agosto de 2007 abandona el Fulham para fichar por el Aston Villa Football Club por 3.5 millones de libras firmando un contrato por los siguientes cuatro años. Pocos días después de cerrar su fichaje Knight fue detenido junto a su hermano por posesión de drogas en su casa. En cuanto a lo deportivo Knight debutó con un gol en Premier el 2 de septiembre en un partido ante el Chelsea Football Club. Su siguiente gol con los "villanos" no llegaría hasta diciembre, fue ante el Arsenal Football Club anotando un gol en el minuto 91 que servía para empatar el partido 2-2

### Bolton Wanderers
El 25 de julio de 2009 ficha por el Bolton Wanderers firmando un contrato para los próximos tres años. Su primer gol con el Bolton tardo en llegar, fue en febrero en un partido de liga ante el Wolverhampton Wanderers. En 2012 en un partido ante el Manchester United hizo su aparición número 100 con el Bolton. En el verano de 2012 Knight amplio su contrato otros dos años más. Para la temporada 2013-14 fue nombrado como capitán del equipo, el 8 de marzo de 2014 anotó un gol después de estar tres años y medio sin anotar, fue en un partido ante el Leeds United

## Selección nacional
Ha sido internacional con la Selección de fútbol de Inglaterra, ha jugado 2 partidos internacionales.

## Clubes
| Club                   | País           | Año       |
| ---------------------- | -------------- | --------- |
| Fulham FC              | Inglaterra     | 1999-2000 |
| Peterborough United FC | Inglaterra     | 2000      |
| Fulham FC              | Inglaterra     | 2001-2007 |
| Aston Villa            | Inglaterra     | 2007-2009 |
| Bolton Wanderers       | Inglaterra     | 2009-2014 |
| Colorado Rapids        | Estados Unidos | 2014-2015 |
| Reading Football Club  | Inglaterra     | 2015      |